# Trombosis de la vena porta
La trombosis de la vena porta es una enfermedad causada por la obstrucción de la vena porta hepática. Este vaso sanguíneo aporta una importante cantidad de sangre y nutrientes al hígado, por ello cuando la luz del vaso se cierra por trombosis se produce atrofia hepática. El proceso puede diagnosticarse en fase aguda o en fase crónica, en este último caso se produce el fenómeno denominado cavernomatosis portal que consiste en la formación de venas colaterales tortuosas y dilatadas que intentan aportar sangre al hígado evitando la zona obstruida.

## Etiología
La trombosis venosa portal puede producirse en paciente afectos de enfermedades crónicas del hígado como cirrosis hepática y cáncer de hígado, también en enfermedades de la sangre que favorecen la aparición de trombosis. En otras ocasiones es consecuencia de diferentes procesos inflamatorios agudos del abdomen, entre ellos pancreatitis aguda, colecistitis y apendicitis.

## Frecuencia
Es una enfermedad rara en la población general, sin embargo en enfermos afectos de cirrosis hepática la incidencia anual es alta, oscilando entre el 7,4 y el 19%.

## Clínica
En la fase aguda puede existir dolor abdominal, fiebre y, en ocasiones, isquemia intestinal que precisa cirugía urgente para extirpar el segmento de intestino necrótico. Sin embargo, es frecuente que en la fase aguda no se presente ningún síntoma, por lo que la enfermedad puede pasar inadvertida hasta llegar a la cavernomatosis portal antes descrita. En fase crónica el síntoma principal es la hipertensión portal que provoca diversas manifestaciones, entre ellas varices esofágicas, ascitis, aumento del tamaño del bazo (esplenomegalia) y hemorragia digestiva por rotura de varices esofágicas.

## Diagnóstico
El diagnóstico puede sospecharse por los síntomas y los antecedentes patológicos, sin embargo el diagnóstico de certeza solo puede alcanzarse mediante pruebas complementarias, entre ellas angio-TAC, angio-resonancia magnética y ecografía Doppler.

## Tratamiento
El tratamiento es variable dependiendo de las circunstancias individuales de cada paciente y debe ser aconsejado por el médico. El objetivo de este tratamiento es intentar que la vena se vuelva otra vez permeable
- Tratamiento farmacológico: anticoagulantes orales, heparina.
- Tratamiento quirúrgico: la derivación portosistémica intrahepática transyugular.[1]